# دن چوپنگ
دَن چوپُنگ (انگلیسی: Dan Chupong؛ زادهٔ ۲۳ مارس ۱۹۸۱) با نامِ اصلیِ چوپُنگ چانگ‌پرونگ (تایلندی: ชูพงษ์ ช่างปรุง) یک هنرپیشه اهل تایلند است.

## فیلم‌شناسی

### گزیده آثار بازیگری
- اونگ-بک: مبارز موای تای (۲۰۰۳)
- متولد شده برای مبارزه (۲۰۰۴)
- جنگجوی دینامیت (۲۰۰۶)
- سامتوم (۲۰۰۸)
- ملکه‌های لنگکاسوکا (۲۰۰۸)
- اونگ بک ۳ (۲۰۱۰)
- انتقام یک قاتل (۲۰۱۴)